# تشارلي لاكين
تشارلي لاكين (بالإنجليزية: Charlie Lakin)‏ هو لاعب كرة قدم بريطاني في مركز الوسط، ولد في 8 مايو 1999 في سوليهل في المملكة المتحدة. لعب مع برمنغهام سيتي.